# Puchar Świata Siłaczy 2005: Bad Häring
Puchar Świata Siłaczy 2005: Bad Häring – piąte w 2005 r. zawody
siłaczy z cyklu Pucharu Świata Siłaczy.
Data: 6 sierpnia 2005 r.

Miejsce: Bad Häring, Tyrol  Austria
Konkurencje:
WYNIKI ZAWODÓW:
| Miejsce | Zawodnik             | Kraj              | Punkty              |
| ------- | -------------------- | ----------------- | ------------------- |
| 1.      | Mariusz Pudzianowski | Polska            | 56,5                |
| 2.      | Mychajło Starow      | Ukraina           | 47                  |
| 3.      | Ralf Ber             | Austria           | 36,5                |
| 4.      | Raivis Vidzis        | Łotwa             | 34,5                |
| 5.      | Tarmo Mitt           | Estonia           | 29                  |
| 6.      | Franz Beil           | Niemcy            | 28,5                |
| 7.      | Antanas Abrutis      | Litwa             | 28                  |
| 8.      | Reinhard Sauter      | Niemcy            | 26,5                |
| 9.      | Simon Flint          | Anglia            | 16                  |
| 10.     | Glenn Ross           | Irlandia Północna | 14,5 (kontuzjowany) |